# ضريح بير مراد أباد
ضريح بير مراد أباد (بالفارسية: آرامگاه پیر مرادآباد) هو ضريح تاريخي يعود إلى الدولة السلجوقية، ويقع في مراد أباد.